# Oestrus dubitatus
Oestrus dubitatus är en tvåvingeart som beskrevs av Basson och Zumpt 1969. Oestrus dubitatus ingår i släktet Oestrus och familjen styngflugor.
Artens utbredningsområde är Namibia. Inga underarter finns listade i Catalogue of Life.